# Coppa del Mondo di bob 1997
La Coppa del Mondo di bob 1996/97, organizzata dalla FIBT, è iniziata ad Altenberg, in Germania, il 24 novembre 1996 per gli uomini ed è terminata a Nagano, in Giappone. Si sono disputate ventidue gare: sei nel bob a 2 uomini, sei nel bob a 4 in sette differenti località.
Nel corso della stagione si sono tenuti anche i Campionati mondiali di bob 1997, disputatisi a Sankt Moritz, in Svizzera, per le sole gare maschili (il titolo iridato femminile verrà istituito nel 2000), competizione non valida ai fini della Coppa del Mondo. La tappa di Schönau am Königssee ha assegnato anche il titolo europeo maschile (non era ancora previsto quello femminile).

Questa Coppa del Mondo si è svolta come di consueto in parallelo alla Coppa del Mondo di skeleton.

## Risultati

### Uomini
| Data             | Località             | Specialità         | Primi classificati                                         | Secondi classificati                                                | Terzi classificati                                                                               |
| ---------------- | -------------------- | ------------------ | ---------------------------------------------------------- | ------------------------------------------------------------------- | ------------------------------------------------------------------------------------------------ |
| 24 novembre 1996 | Altenberg            | A due              | Pierre Lueders David MacEachern Canada                     | Jim Herberich Garrett Hines Stati Uniti                             | Matthias Benesch Lars Bolte Germania                                                             |
| 25 novembre 1996 | Altenberg            | A quattro          | Harald Czudaj nd Germania                                  | Christoph Langen nd Germania                                        | Wolfgang Hoppe nd Germania                                                                       |
| nd 1996          | La Plagne            | A due              | Pierre Lueders David MacEachern Canada                     | Jim Herberich Garrett Hines Stati Uniti                             | Günther Huber Antonio Tartaglia Italia                                                           |
| nd 1996          | La Plagne            | A quattro          | Dirk Wiese nd Germania                                     | Marcel Rohner nd Svizzera                                           | Günther Huber nd Italia                                                                          |
| nd               | Igls                 | A due              | Brian Shimer nd Stati Uniti                                | Pierre Lueders nd Canada                                            | Günther Huber nd Italia                                                                          |
| nd               | Igls                 | A quattro          | Dirk Wiese nd Germania                                     | Marcel Rohner nd Svizzera                                           | Wolfgang Hoppe nd Germania                                                                       |
| nd               | Cortina d'Ampezzo    | A due              | Brian Shimer nd Stati Uniti                                | Günther Huber nd Italia                                             | Sepp Dostthaler nd Germania                                                                      |
| nd               | Cortina d'Ampezzo    | A quattro          | Günther Huber nd Italia                                    | Brian Shimer nd Stati Uniti                                         | Dirk Wiese nd Germania                                                                           |
| nd               | Schönau am Königssee | A due              | Günther Huber Antonio Tartaglia Italia                     | Sepp Dostthaler Thomas Platzer Germania                             | Reto Götschi Guido Acklin Svizzera                                                               |
| nd               | Schönau am Königssee | A quattro          | Reto Götschi Guido Acklin Daniel Giger Beat Seitz Svizzera | Marcel Rohner Markus Nüssli Thomas Schreiber Roland Tanner Svizzera | Dirk Wiese Christoph Bartsch Torsten Voss Michael Liekmeier Germania e Harald Czudaj nd Germania |
| nd               | Calgary              | A due              | Pierre Lueders nd Canada                                   | Brian Shimer nd Stati Uniti                                         | Günther Huber nd Italia                                                                          |
| nd               | Nagano               | A due              | Pierre Lueders nd Canada                                   | Jim Herberich nd Stati Uniti e Reto Götschi nd Svizzera             | non assegnato                                                                                    |
| nd               | Nagano               | A quattro (gara 1) | Brian Shimer nd Stati Uniti                                | Dirk Wiese nd Germania                                              | Bruno Mingeon nd Francia                                                                         |
| nd               | Nagano               | A quattro (gara 2) | Reto Götschi nd Svizzera                                   | Brian Shimer nd Stati Uniti                                         | Marcel Rohner nd Svizzera                                                                        |

## Classifiche

### Bob a due uomini
| Pos. | Nome pilota     | Nazione     | ALT | LAP | IGL | COR | KÖN | CAL | NAG | Totale |
| ---- | --------------- | ----------- | --- | --- | --- | --- | --- | --- | --- | ------ |
| 1    | Pierre Lueders  | Canada      | 1   | 1   | 3   | 5   | 11  | 1   | 1   | 224    |
| 2    | Günther Huber   | Italia      | 5   | 3   | 2   | 2   | 1   | 3   | 5   | 224    |
| 3    | Brian Shimer    | Stati Uniti | -   | 7   | 1   | 1   | 4   | 2   | 4   | 190    |
| 4    | Sepp Dostthaler | Germania    | 4   | 15  | 4   | 3   | 2   | 8   | 7   | 189    |
| 5    | Jim Herberich   | Stati Uniti | 2   | 2   | 10  | 13  | 21  | 8   | 2   | 174    |
| 6    | Hubert Schösser | Austria     | 11  | 4   | 8   | 10  | 9   | 10  | 9   | 159    |
| 7    | Sean Olsson     | Regno Unito | 10  | 6   | 9   | 4   | 15  | 11  | 12  | 154    |
| 8    | Reto Götschi    | Svizzera    | 9   | 13  | 5   | 17  | 3   | -   | 2   | 148    |
| 9    | Jiří Džmura     | Rep. Ceca   | 15  | 9   | 7   | 11  | -   | 5   | 6   | 136    |
| 10   | Marcel Rohner   | Svizzera    | 7   | 14  | 12  | 15  | 13  | 12  | 11  | 133    |

### Bob a quattro uomini
| Pos. | Nome pilota     | Nazione     | ALT | LAP | IGL | COR | KÖN | NAG-1 | NAG-2 | Totale |
| ---- | --------------- | ----------- | --- | --- | --- | --- | --- | ----- | ----- | ------ |
| 1    | Marcel Rohner   | Svizzera    | 5   | 2   | 2   | 10  | 2   | 4     | 3     | 207    |
| 2    | Wolfgang Hoppe  | Germania    | 3   | 5   | 3   | 6   | 5   | 7     | 4     | 195    |
| 3    | Günther Huber   | Italia      | 4   | 3   | 10  | 1   | 7   | 6     | 6     | 190    |
| 4    | Dirk Wiese      | Germania    | -   | 1   | 1   | 3   | 3   | 2     | 12    | 185    |
| 5    | Brian Shimer    | Stati Uniti | -   | 6   | 6   | 2   | 9   | 1     | 2     | 172    |
| 6    | Bruno Mingeon   | Francia     | 7   | 7   | 12  | 14  | 9   | 3     | 7     | 158    |
| 7    | Reto Götschi    | Svizzera    | -   | 4   | 6   | 7   | 1   | -     | 1     | 149    |
| 8    | Sandis Prūsis   | Lettonia    | 8   | 9   | 11  | 12  | 15  | 5     | 8     | 146    |
| 8    | Jim Herberich   | Stati Uniti | 11  | 12  | 9   | 8   | 14  | 9     | 5     | 146    |
| 10   | Hubert Schösser | Austria     | DNS | 11  | 4   | 4   | 6   | 10    | 15    | 140    |

### Combinata uomini
| Pos. | Nome pilota     | Nazione     | ALT      | LAP    | IGL     | COR     | KÖN      | CAL | NAG          | Totale |
| ---- | --------------- | ----------- | -------- | ------ | ------- | ------- | -------- | --- | ------------ | ------ |
| 1    | Günther Huber   | Italia      | 5 / 4    | 3 / 3  | 2 / 10  | 2 / 1   | 1 / 7    | 3   | 5 / 6 / 6    | 414    |
| 2    | Brian Shimer    | Stati Uniti | -        | 7 / 6  | 1 / 6   | 1 / 2   | 4 / 9    | 2   | 4 / 1 / 2    | 362    |
| 3    | Pierre Lueders  | Canada      | 1 / 6    | 1 / 15 | 3 / 13  | 5 / 9   | 11 / DNS | 1   | 1 / 7 / 9    | 349    |
| 4    | Marcel Rohner   | Svizzera    | 7 / 5    | 14 / 2 | 12 / 2  | 15 / 10 | 13 / 2   | 12  | 11 / 4 / 3   | 340    |
| 5    | Jim Herberich   | Stati Uniti | 2 / 11   | 2 / 12 | 10 / 9  | 13 / 8  | 21 / 14  | 8   | 2 / 9 / 5    | 320    |
| 6    | Hubert Schösser | Austria     | 11 / DNS | 4 / 11 | 8 / 4   | 10 / 4  | 9 / 6    | 10  | 9 / 10 / 15  | 299    |
| 7    | Reto Götschi    | Svizzera    | 9 / -    | 13 / 4 | 5 / 6   | 17 / 7  | 3 / 1    | -   | 2 / - / 1    | 297    |
| 8    | Sean Olsson     | Regno Unito | 10 / DSQ | 6 / 10 | 9 / 15  | 4 / 13  | 15 / 8   | 11  | 12 / 11 / 11 | 294    |
| 9    | Dirk Wiese      | Germania    | -        | 10 / 1 | 6 / 1   | 6 / 3   | - / 3    | 16  | 10 / 2 / 12  | 269    |
| 10   | Sandis Prūsis   | Lettonia    | 17 / 8   | 11 / 9 | 19 / 11 | 19 / 12 | 12 / 15  | 12  | 8 / 5 / 8    | 265    |